# Sarangbang

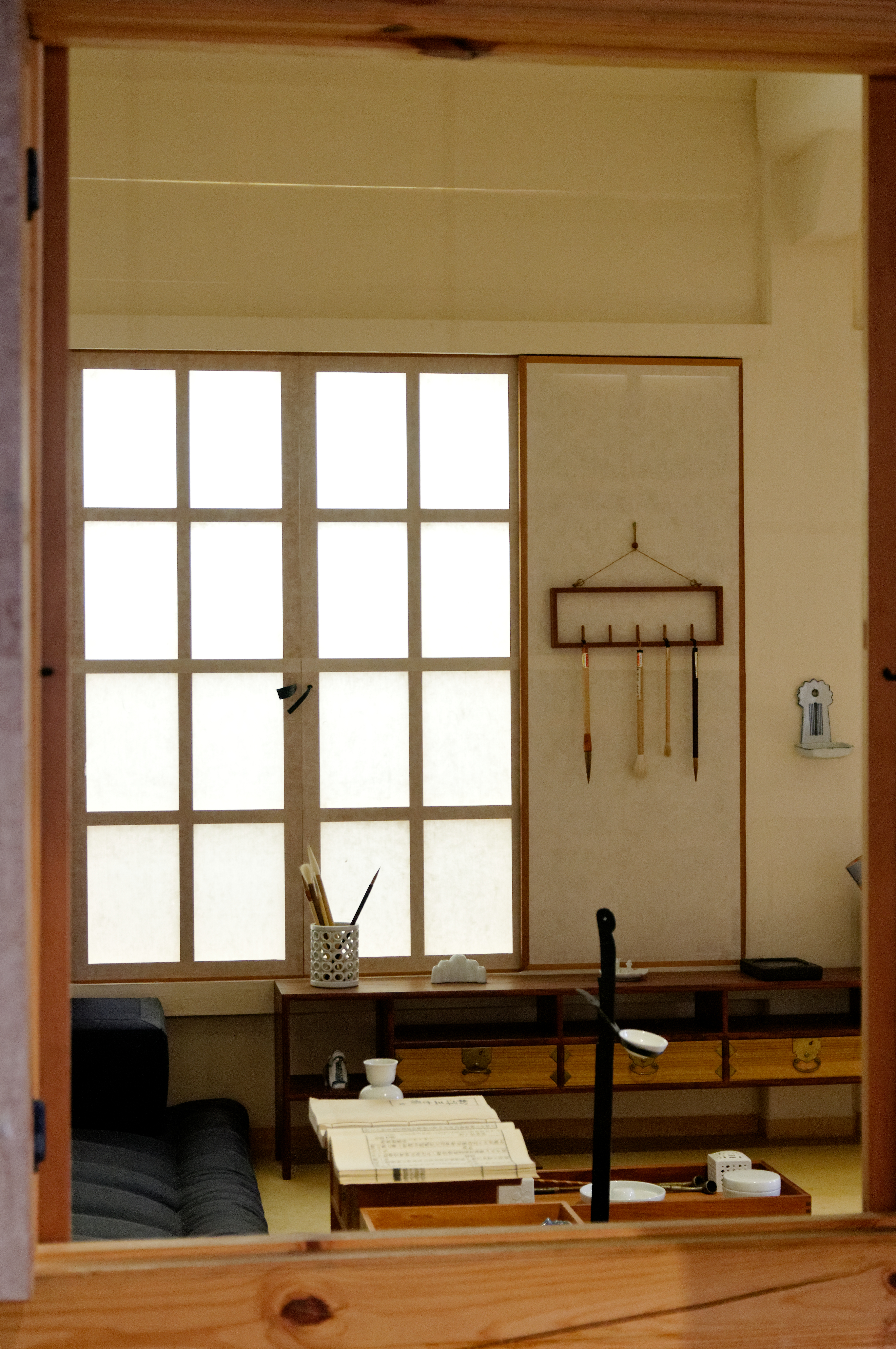
sarangbang au British Museum, Londres

Sarangbang signifie pièce penchée. En Corée, au début de la période Joseon, le sarangbang est une pièce proche de l'entrée de la maison, dans laquelle les visiteurs sont reçus.
Dans la seconde moitié de la période Joseon, parallèlement au renforcement du système patriarcal confucianiste, une nouvelle zone est créée dans les maisons des aristocrates : le sarangchae, qui comprend entre autres le sarangbang, une pièce d'étude pour le fils aîné de la famille, ainsi qu'une bibliothèque, autour d'une petite cour.

## Utilisation
Pendant la journée, le maître de maison utilise le sarangbang pour régler ses affaires, étudier, recevoir des visiteurs, parfois pour écrire des poèmes.

## Organisation
Le sarangbang est traditionnellement composé d'un paravent à six ou huit panneaux, devant lequel est placé un fauteuil bas à dossier et accoudoirs.
En face, dans la partie haute, des meubles permettent de ranger le nécessaire d'écriture, quelques vases en grès ou porcelaine et les livres favoris du maître. Les objets typiques disposés sur la table d'écriture sont: une verseuse à eau (pour diluer l'encre) et un pot à pinceaux.